# Anotacija (stručno djelo)
Anotacija, vrsta stručnog djela. U njoj je obavijest o sadržaju primarnih dokumenata (knjiga, časopisa, izvješća i drugih), sažima spoznaje i sudove o nekom djelu pa se stoga može reći da predstavlja sažeti, sintetički prikaz relevantnih karakteristika određenog djela. Prema namjeni mogu biti deskriptivne (sadrže opis činjenica, sadržaja i drugih obilježja djela), ili mogu služiti kao preporuka (dokument o stupnju korisnosti za određenoga korisnika).